# Bathysmatophorus golubevi
Bathysmatophorus golubevi är en insektsart som beskrevs av Anufriev och Alexander Fyodorovich Emeljanov 1988 99 . Bathysmatophorus golubevi ingår i släktet Bathysmatophorus och familjen dvärgstritar. Inga underarter finns listade i Catalogue of Life.